# Маријана Славова
Маријана Славова (Хасково, 28. jун 1973) бугарске поп-фолк певачица.

## Дискографија

### Албуми
- (2000)

### Видеографија
| Спот | Година | Режисер                       |
| ---- | ------ | ----------------------------- |
|      | 1999   | Николај Најденов              |
|      | 1999   | Николај Најденов              |
|      | 2000   |                               |
|      | 2000   | Петја Госхева                 |
|      | 2001   | Николај Нанков,Петјо Картулев |
|      | 2002   | Румен Атанасов,Георги Колев   |
|      | 2002   | Румен Атанасов,Георги Колев   |
|      | 2002   | Румен Атанасов,Георги Колев   |
|      | 2003   | Румен Атанасов                |

### Тв верзије
| Спот | Година |
| ---- | ------ |
|      | 2002   |
|      | 2003   |